# Canton d'Erstein
Le canton d'Erstein est une circonscription électorale française située dans le département du Bas-Rhin, dans la collectivité européenne d'Alsace.

## Histoire
- De 1833 à 1840, les cantons d'Obernai et d'Erstein avaient le même conseiller général. Le nombre de conseillers généraux était limité à 30 par département[5].

- Par décret du 18 février 2014, le nombre de cantons du département est divisé par deux, avec mise en application aux élections départementales de mars 2015. Le canton d'Erstein est conservé et s'agrandit. Il passe de 14 à 28 communes[4].

## Représentation

### Conseillers généraux de 1833 à 1871 et de 1919 à 2015
| Période                                  | Période          | Identité                                 | Étiquette                       | Qualité |
| ---------------------------------------- | ---------------- | ---------------------------------------- | ------------------------------- | --- |
| 1833                                     | 1836 (décès)     | Jean-Philippe Waldéjo (1765-1836)        |                                 | Aubergiste et maître de poste à Saint-Ludan Maire d'Hipsheim                                                                                   |
| 1836                                     | 1848             | Jean-Thiébault Barthelmé (1798-1877)     |                                 | Propriétaire, agronome, cultivateur Maire de Sand                                                                                              |
| 1848                                     | 1852             | Henri de Bancalis de Pruynes (1803-1878) |                                 | Ancien garde du corps du Roi Charles X Maire de Gerstheim, conseiller d'arrondissement                                                         |
| 1852                                     | 1871             | Baron François Zorn de Bulach            | Majorité dynastique             | Chambellan de l'Empereur Napoléon III Maire d'Osthausen Député (1863, 1869-1870)                                                               |
| 1871                                     | 1919             | occupation allemande                     |                                 | |
| 1919                                     | 1934             | Joseph Rohmer (1875-1951)                | URD                             | Propriétaire Maire de Bolsenheim |
| 1934                                     | 1940             | Thomas Seltz                             | UPR-PDP                         | Rédacteur en chef du journal L'Elsaesser Député (1919-1940)                                                                                    |
|                                          |                  |                                          |                                 | |
| 1945                                     | 1949             | Jules Klein (1903-1960)                  | Front National de la Résistance | Cultivateur à Erstein |
| 1949                                     | 1964             | Jean-Philippe Bapst                      | RPF puis MRP puis CDP           | Exploitant agricole Maire d'Erstein (1935-1965) Député (1951-1955)                                                                             |
| 1964                                     | 1988             | Alfred Bapst (1920-2012)                 | CDP puis UDF-CDS                | Agriculteur Maire de Gerstheim |
| 1988                                     | 2014 (démission) | Francis Grignon                          | UDF puis UMP                    | Ingénieur Maire de Nordhouse (1977-2001) Président de la Communauté de Communes du Pays d'Erstein (1989-2001) Sénateur (1995-2004 ; 2005-2014) |
| 2014                                     | 2015             | Laurence Muller-Bronn                    | UMP                             | Entrepreneur Maire de Gerstheim (2014-2021) |
| Les données manquantes sont à compléter. |                  |                                          |                                 | |

### Conseillers d'arrondissement (de 1833 à 1940)
Le canton d'Erstein avait deux conseillers d'arrondissement à partir de 1919.
| Période                                  | Période | Identité                                       | Étiquette | Qualité |
| ---------------------------------------- | ------- | ---------------------------------------------- | --------- | --- |
| 1833                                     | 1836    | M. Ringeisen                                   |           | Propriétaire à Erstein                                                                                      |
| 1836                                     | 1842    | François Joseph Walter (1784-1857)             |           | Officier retiré, maire d'Erstein (1831-1840)                                                                |
| 1842                                     | 1848    | Baron Henri de Bancalis de Pruynes (1803-1878) |           | Garde du corps de Charles X, officier, propriétaire, maire de Gerstheim                                     |
|                                          |         |                                                |           | |
| 1937                                     | 1940    | Edgar Ruhlmann (1877-1945)                     | Droite    | Médecin à Erstein                                                                                           |
| 1937                                     | 1940    | Alphonse Fritsch (1884-1955)                   | Droite    | Propriétaire à Uttenheim                                                                                    |
| 1940                                     |         |                                                |           | Les conseils d'arrondissement ont été suspendus par la loi du 12 octobre 1940 et n'ont jamais été réactivés |
| Les données manquantes sont à compléter. |         |                                                |           | |

### Représentation depuis 2015
| Période élective | Période élective | Mandat | Mandat | Identité              | Nuance | Nuance | Qualité |
| ---------------- | ---------------- | ------ | ------ | --------------------- | ------ | ------ | --- |
| 2015             | 2021             | 2015   | 2021   | Laurence Muller-Bronn |        | LR     | Guide interprète Maire de Gerstheim (2014-2021) Vice-présidente du Conseil Départemental Sénatrice depuis le 27 septembre 2020 |
| 2015             | 2021             | 2015   | 2021   | Denis Schultz         |        | UDI    | Cadre supérieur Maire de Sand (depuis 2001)                                                                                    |
| 2021             | 2028             | 2021   | 2028   | Laurence Muller-Bronn |        | LR     | Conseillère sortante |
| 2021             | 2028             | 2021   | 2028   | Denis Schultz         |        | UDI    | Conseiller sortant |

À l'issue du 1er tour des élections départementales de 2015, deux binômes sont en ballotage : Laurence Muller-Bronn et Denis Schultz (Union de la Droite, 42,9 %) et Christian Cotelle et Tiphaine Goehring (FN, 33,35 %). Le taux de participation est de 48,84 % (17 609 votants sur 36 057 inscrits) contre 47,83 % au niveau départemental et 50,17 % au niveau national.
Au second tour, Laurence Muller-Bronn et Denis Schultz (Union de la Droite) sont élus avec 62,59 % des suffrages exprimés et un taux de participation de 48,11 % (10 224 voix pour 17 346 votants et 36 057 inscrits).

## Composition

### Composition avant 2015
Le canton d'Erstein regroupait 14 communes jusqu'aux élections de 2015. Les communes les plus peuplées sont : Erstein , Gerstheim et Nordhouse .
| Nom                 | Code Insee | Codepostal | Superficie (km2) | Population (dernière pop. légale) | Densité (hab./km2) |
| ------------------- | ---------- | ---------- | ---------------- | --------------------------------- | ------------------ |
| Erstein (chef-lieu) | 67130      | 67150      | 36,22            | 10 764 (2012)                     | 297                |
| Bolsenheim          | 67054      | 67150      | 4,35             | 463 (2012)                        | 106                |
| Daubensand          | 67086      | 67150      | 3,87             | 366 (2012)                        | 95                 |
| Gerstheim           | 67154      | 67150      | 16,42            | 3 249 (2012)                      | 198                |
| Hindisheim          | 67197      | 67150      | 11,84            | 1 404 (2012)                      | 119                |
| Hipsheim            | 67200      | 67150      | 4,52             | 865 (2012)                        | 191                |
| Ichtratzheim        | 67217      | 67640      | 3,09             | 270 (2012)                        | 87                 |
| Limersheim          | 67266      | 67150      | 5,58             | 672 (2012)                        | 120                |
| Nordhouse           | 67336      | 67150      | 11,00            | 1 709 (2012)                      | 155                |
| Obenheim            | 67338      | 67230      | 7,99             | 1 402 (2012)                      | 175                |
| Osthouse            | 67364      | 67150      | 9,72             | 926 (2012)                        | 95                 |
| Schaeffersheim      | 67438      | 67150      | 3,96             | 833 (2012)                        | 210                |
| Uttenheim           | 67501      | 67150      | 4,77             | 569 (2012)                        | 119                |
| Westhouse           | 67526      | 67230      | 11,94            | 1 441 (2012)                      | 121                |

### Composition depuis 2015
À la suite du redécoupage cantonal de 2014, le canton d'Erstein compte désormais 28 communes.
| Nom                             | Code Insee | Intercommunalité       | Superficie (km2) | Population (dernière pop. légale) | Densité (hab./km2) | Modifier                                    |
| ------------------------------- | ---------- | ---------------------- | ---------------- | --------------------------------- | ------------------ | ------------------------------------------- |
| Erstein (bureau centralisateur) | 67130      | CC du Canton d'Erstein | 36,22            | 11 076 (2022)                     | 306                | modifier les données · modifier les données |
| Benfeld                         | 67028      | CC du Canton d'Erstein | 7,79             | 5 922 (2022)                      | 760                | modifier les données · modifier les données |
| Bolsenheim                      | 67054      | CC du Canton d'Erstein | 4,35             | 572 (2022)                        | 131                | modifier les données · modifier les données |
| Boofzheim                       | 67055      | CC du Canton d'Erstein | 11,94            | 1 383 (2022)                      | 116                | modifier les données · modifier les données |
| Daubensand                      | 67086      | CC du Canton d'Erstein | 3,87             | 408 (2022)                        | 105                | modifier les données · modifier les données |
| Diebolsheim                     | 67090      | CC du Canton d'Erstein | 7,03             | 673 (2022)                        | 96                 | modifier les données · modifier les données |
| Friesenheim                     | 67146      | CC du Canton d'Erstein | 12,03            | 617 (2022)                        | 51                 | modifier les données · modifier les données |
| Gerstheim                       | 67154      | CC du Canton d'Erstein | 16,42            | 3 457 (2022)                      | 211                | modifier les données · modifier les données |
| Herbsheim                       | 67192      | CC du Canton d'Erstein | 8,60             | 963 (2022)                        | 112                | modifier les données · modifier les données |
| Hindisheim                      | 67197      | CC du Canton d'Erstein | 11,84            | 1 552 (2022)                      | 131                | modifier les données · modifier les données |
| Hipsheim                        | 67200      | CC du Canton d'Erstein | 4,52             | 1 014 (2022)                      | 224                | modifier les données · modifier les données |
| Huttenheim                      | 67216      | CC du Canton d'Erstein | 12,55            | 2 694 (2022)                      | 215                | modifier les données · modifier les données |
| Ichtratzheim                    | 67217      | CC du Canton d'Erstein | 3,09             | 389 (2022)                        | 126                | modifier les données · modifier les données |
| Kertzfeld                       | 67233      | CC du Canton d'Erstein | 9,43             | 1 222 (2022)                      | 130                | modifier les données · modifier les données |
| Kogenheim                       | 67246      | CC du Canton d'Erstein | 11,77            | 1 206 (2022)                      | 102                | modifier les données · modifier les données |
| Limersheim                      | 67266      | CC du Canton d'Erstein | 5,58             | 683 (2022)                        | 122                | modifier les données · modifier les données |
| Matzenheim                      | 67285      | CC du Canton d'Erstein | 7,14             | 1 504 (2022)                      | 211                | modifier les données · modifier les données |
| Nordhouse                       | 67336      | CC du Canton d'Erstein | 11,00            | 1 729 (2022)                      | 157                | modifier les données · modifier les données |
| Obenheim                        | 67338      | CC du Canton d'Erstein | 7,99             | 1 381 (2022)                      | 173                | modifier les données · modifier les données |
| Osthouse                        | 67364      | CC du Canton d'Erstein | 9,72             | 955 (2022)                        | 98                 | modifier les données · modifier les données |
| Rhinau                          | 67397      | CC du Canton d'Erstein | 17,35            | 2 699 (2022)                      | 156                | modifier les données · modifier les données |
| Rossfeld                        | 67412      | CC du Canton d'Erstein | 6,15             | 1 030 (2022)                      | 167                | modifier les données · modifier les données |
| Sand                            | 67433      | CC du Canton d'Erstein | 6,35             | 1 413 (2022)                      | 223                | modifier les données · modifier les données |
| Schaeffersheim                  | 67438      | CC du Canton d'Erstein | 3,96             | 841 (2022)                        | 212                | modifier les données · modifier les données |
| Sermersheim                     | 67464      | CC du Canton d'Erstein | 10,12            | 974 (2022)                        | 96                 | modifier les données · modifier les données |
| Uttenheim                       | 67501      | CC du Canton d'Erstein | 4,77             | 584 (2022)                        | 122                | modifier les données · modifier les données |
| Westhouse                       | 67526      | CC du Canton d'Erstein | 11,94            | 1 638 (2022)                      | 137                | modifier les données · modifier les données |
| Witternheim                     | 67545      | CC du Canton d'Erstein | 4,99             | 509 (2022)                        | 102                | modifier les données · modifier les données |
| Canton d'Erstein                | 6704       |                        | 268,51           | 49 088 (2022)                     | 183                | modifier les données                        |

## Démographie

### Démographie avant 2015
| 1962   | 1968   | 1975   | 1982   | 1990   | 1999   | 2006   | 2011   | 2012   |
| ------ | ------ | ------ | ------ | ------ | ------ | ------ | ------ | ------ |
| 15 207 | 15 958 | 18 190 | 19 577 | 20 381 | 22 419 | 22 915 | 24 653 | 24 933 |

### Démographie depuis 2015
En 2022, le canton comptait 49 088 habitants, en évolution de +2,82 % par rapport à 2016 (Bas-Rhin : +3,17 %, France hors Mayotte : +2,11 %).
| 2013   | 2018   | 2022   |
| ------ | ------ | ------ |
| 47 076 | 47 915 | 49 088 |